# Seznam osebnosti iz Mestne občine Ljubljana
Mestna občina Ljubljana je razdeljena na 17 četrtnih skupnosti:
- Seznam osebnosti iz Četrtne skupnosti Bežigrad
- Seznam osebnosti iz Četrtne skupnosti Center
- Seznam osebnosti iz Četrtne skupnosti Črnuče
- Seznam osebnosti iz Četrtne skupnosti Dravlje
- Seznam osebnosti iz Četrtne skupnosti Golovec
- Seznam osebnosti iz Četrtne skupnosti Jarše
- Seznam osebnosti iz Četrtne skupnosti Moste
- Seznam osebnosti iz Četrtne skupnosti Polje
- Seznam osebnosti iz Četrtne skupnosti Posavje
- Seznam osebnosti iz Četrtne skupnosti Rožnik
- Seznam osebnosti iz Četrtne skupnosti Rudnik
- Seznam osebnosti iz Četrtne skupnosti Sostro
- Seznam osebnosti iz Četrtne skupnosti Šentvid
- Seznam osebnosti iz Četrtne skupnosti Šiška
- Seznam osebnosti iz Četrtne skupnosti Šmarna gora
- Seznam osebnosti iz Četrtne skupnosti Trnovo
- Seznam osebnosti iz Četrtne skupnosti Vič